# Teresa Berganza
Teresa Berganza Vargas (Madrid, 16 de marzo de 1933-San Lorenzo de El Escorial, 13 de mayo de 2022) fue una cantante de ópera española considerada una de las intérpretes más importantes de su época de Rossini, Mozart y Bizet. Admirada por su técnica, musicalidad y presencia en escena.

## Biografía
Nació en la calle de San Isidro. Según refiere el periodista Ramón Chao, el padre de Berganza fue quien la inició en la música y le inculcó el gusto por el arte. La llevaba al Museo del Prado, a los conciertos de la Banda Municipal en el parque del Retiro para que escuchara obras de Mozart, Beethoven o Wagner y le contaba novelas de Alejandro Dumas, Cervantes o Víctor Hugo. Comenzó a estudiar música en su colegio, la Escuela de la Fundación Vázquez de Mella para continuar en el Conservatorio de Madrid las asignaturas de composición, armonía, música de cámara, historia de la música, dirección orquestal, piano y, con el maestro Jesús Guridi, órgano. Continuó en la cátedra de canto y técnica vocal de Lola Rodríguez Aragón, ahijada del compositor Joaquín Turina, que vio que tenía voz de mezzosoprano y utilizó para su formación el método del maestro Manuel García. Se graduó en 1953 y obtuvo el Premio Fin de Carrera. Consiguió una beca del Ministerio de Educación español para completar su formación en Austria. Como profesional, debutó, en el Ateneo de Madrid, en 1956 con el ciclo de Lieder de Schumann Frauenliebe und Leben y con canciones de Max Reger y Xavier Montsalvatge. También debutó en París, en el Teatro de los Campos Elíseos junto a Ataúlfo Argenta, con un programa de Manuel de Falla. Posteriormente, participó en la ópera Dido y Eneas en versión concierto para la RAI de Milán y protagonizó una versión cinematográfica de La Italiana en Argel.
Su lanzamiento internacional llegó en 1957, en el Festival Aix-en-Provence, con su debut como Dorabella de la ópera de Mozart Così fan tutte. En este festival, ofreció también gran parte de lo que llegó a ser su repertorio habitual (Cherubino de Las bodas de Fígaro, Rosina de El barbero de Sevilla o Ruggiero de Alcina).
Durante los diez años siguientes debutó en otros importantes teatros y festivales de ópera: La Scala (1957), festival de Glyndebourne (1958), Royal Opera House (1959) como Rosina, Metropolitan Opera House (1967) como Cherubino y también actuó en la versión cinematográfica de Don Giovanni dirigida por Joseph Losey, actuando como Zerlina y trabajando en conjunto con José van Dam, Ruggero Raimondi y Kiri Te Kanawa.
Otro hito importante en su carrera fue su estreno como recitalista, en el Carnegie Hall en 1964. Su repertorio de concierto incluyó canciones españolas, francesas, alemanas y rusas. De 1957 a 1977, estuvo casada con el pianista Félix Lavilla (1928-2013), con quien grabó y actuó con regularidad en el ámbito profesional y con quien tuvo descendencia: Teresa, Javier y Cecilia, soprano lírica.
En 1991, ella y otros cantantes españoles fueron reconocidos con el Premio Príncipe de Asturias de las Artes. Participó en la ceremonia inaugural de la Exposición Universal de Sevilla de 1992 y los Juegos Olímpicos de Barcelona 1992. En 1994, fue elegida miembro de la Real Academia de Bellas Artes de San Fernando, primera mujer en obtener esta distinción, coincidiendo con el 250 aniversario de la institución. En abril de 1995, dictó su conferencia de ingreso sobre su universo musical.
En 1995, celebró su 70 aniversario y sus 50 años de carrera profesional con la publicación de cuatro discos editados por Deutsche Grammophon. En 1999, se dio su nombre a un palco, el 10 de la platea, del Teatro de la Zarzuela de Madrid en homenaje a su contribución a este género operístico.
En 2008, se retiró de los escenarios, aunque esporádicamente participó en alguna representación. A petición de Paloma O'Shea, fue profesora titular de la Cátedra de Canto en la Escuela Superior de Música Reina Sofía, sucediendo a su amigo íntimo Alfredo Kraus. Asimismo, dictó clases magistrales en varias partes del mundo. Además le han dedicado un conservatorio en Madrid, el Conservatorio Teresa Berganza.
En el año 2013, se retiró definitivamente de los escenarios y como profesora de Canto.
En 2013, en su 80 cumpleaños (entonces se supo que había nacido en 1933 y no en 1935 como se pensaba por estar así recogido en el Grove Dictionary of Music and Musicians), recibió el homenaje del Teatro Real de Madrid y fue condecorada con la Gran Cruz de la Orden de Alfonso X el Sabio. En 2018, recibió en Londres el International Opera Award (Premio Internacional de la Ópera) por su trayectoria (el equivalente en música de los Oscar en cine).
El 16 de marzo de 2023, fecha en que hubiera cumplido noventa años, la ciudad de Madrid le rindió homenaje poniendo el nombre de Plazuela de Teresa Berganza al espacio en el que se encuentra situado el Teatro de la Zarzuela, hasta ese momento conocido como el número 4 de la calle de Jovellanos de Madrid.
En mayo del mismo año, se hizo entrega al Instituto Cervantes de su legado para la Caja de las Letras: un vestido, dos biografías y tres partituras de Enrique Granados.

## Repertorio operístico
- Salud de La vida breve (Falla)
- Ottavia de L'incoronazione di Poppea (Monteverdi)
- Orontea de L'Orontea (Cesti)
- Dido de Dido and Eneas (Purcell)
- Ruggiero de Alcina (Händel)
- Rinaldo de Rinaldo (Händel)
- Cherubino de Le nozze di Figaro (Mozart)
- Zerlina de Don Giovanni (Mozart)
- Dorabella de Così fan tutte (Mozart)
- Sesto de La clemenza di Tito (Mozart)
- Neris de Medea (Cherubini)
- Rosina de Il barbiere di Siviglia (Rossini)
- Isabella de L'italiana in Algeri (Rossini)
- Angelina de La Cenerentola (Rossini)
- Carmen de Carmen (Bizet)
- Charlotte de Werther (Massenet)
- Dulcinée de Don Quichotte (Massenet)
- Concepción de La hora española, (Ravel)
- Isolier de El conde Ory (Rossini)
- Mignon de Mignon (Ambroise Thomas)

## Premios y reconocimientos
- Premio Príncipe de Asturias de las Artes (1991), junto con Montserrat Caballe, Victoria de los Ángeles, José Carreras, Pilar Lorengar, Alfredo Kraus y Plácido Domingo.[19][13]
- Insignia de caballero de la orden nacional de la Legión de Honor francesa (2005)[20]
- Gran Cruz de la Orden de Alfonso X el Sabio (2013).[14]
- Medalla de Oro al Mérito en las Bellas Artes (1982)[21]
- Medalla de Oro de la Comunidad de Madrid.
- Medalla de Oro del Ayuntamiento de Madrid (1998)[22]
- Académica de la Real Academia de Bellas Artes de San Fernando. Madrid (1995)[9]
- Miembro Honorario de la Real Academia de la Música.
- Doctora honoris causa por la Universidad Complutense de Madrid (2003)[23]
- Premio a toda una carrera de la revista Ópera Actual (2005)
- Premio Nacional de Música de España.
- Premio Internacional de la Ópera por su trayectoria. Londres (2018)[12][8]
- Medalla de Oro del Círculo de Bellas Artes (2018)[24]
- Presidenta de Honor de la Fundación Amigos del Teatro Real.[25]
- Desde el 16 de marzo de 2023, la plazuela de la ciudad de Madrid en la que se encuentra el Teatro de la Zarzuela, lleva el nombre de Plazuela de Teresa Berganza.[26]